# Шарьер, Габи
Габи́ Шарье́р (фр. Gaby Charrière) — швейцарская кёрлингистка.
В составе женской сборной Швейцарии участница чемпионата мира 1980 (заняли восьмое место) и чемпионата Европы 1980 (заняли шестое место). Чемпионка Швейцарии среди женщин.
Играла на позиции четвёртого, была скипом команды.

## Достижения
- Чемпионат Швейцарии по кёрлингу среди женщин: золото (1980)[2].

## Команды
| Сезон   | Четвёртый   | Третий          | Второй         | Первый            | Турниры                      |
| ------- | ----------- | --------------- | -------------- | ----------------- | ---------------------------- |
| 1979—80 | Габи Шарьер | Мари-Луиз Фавр  | Марианн Ульман | Сесили Бланвильян | ЧШЖ 1980 · ЧМ 1980 (8 место) |
| 1980—81 | Габи Шарьер | Жаклин Ландольт | Марианн Ульман | Сесили Бланвильян | ЧЕ 1980 (6 место)            |

(скипы выделены полужирным шрифтом)